# Акимов, Борис Александрович
Борис Александрович Акимов — российский физик, лауреат Государственной премии РФ.
Родился 13.08.1949 в Москве. Окончил физический факультет МГУ (1972) и его аспирантуру, в 1975 году защитил кандидатскую диссертацию:
- Исследование энергетического спектра собственных полуметаллических сплавов висмут-сурьма : диссертация … кандидата физико-математических наук : 01.04.09. — Москва, 1975. — 181 с. : ил.

Работал там же: младший научный сотрудник (1975—1982), старший научный сотрудник (1982—1986), ведущий научный сотрудник (1986—1990), с 1990 года главный научный сотрудник, зав. лабораторией полупроводников для ИК-оптоэлектроники.
Читал курс «Экспериментальные методы физики конденсированного состояния вещества».
Доктор физико-математических наук (1984). Профессор (1993). Докторская диссертация:
- Энергетический спектр, глубокие квазилокальные уровни и метастабильные электронные состояния в халькогенидах свинца и олова : диссертация … доктора физико-математических наук : 01.04.10. — Москва, 1984. — 455 с. : ил.

Сфера научных интересов — физика полупроводников, физика конденсированного состояния, оптоэлектроника.
Автор более 130 научных публикаций.
Лауреат премии Ленинского комсомола (1983), премии Минвуза СССР (1986). Лауреат Государственной премии РФ (1995) в составе авторского коллектива за открытие, экспериментальное и теоретическое исследование нового класса фоточувствительных полупроводниковых материалов.
Сочинения:
- Физика твердого тела : Физика полупроводников, физика сегнетоэлектриков и диэлектриков, физика низ. температур. Спецпрактикум / [Б. А. Акимов, В. В. Александров, А. Л. Александровский и др.]; Под ред. Б. А. Струкова. — Москва : Изд-во МГУ, 1983. — 295 с. : ил.; 21 см.